# 波拉语
波拉语（自称：pə̆³¹.la⁵⁵，外名：po²¹.lo²¹）是一种在中国云南省德宏傣族景颇族自治州和缅甸使用的缅语支语言。在中国，波拉语使用者被划为景颇族，景颇族使用的语言中，景颇语属于景颇语支，而波拉语则属于缅语支，与浪速语接近。

## 分布
截至2005年，约有500人使用波拉语，主要分布在如下区域：
- 芒市
  - 三台山乡
    - 引欠村[4]
    - 孔家寨 （代表方言，波拉语：tsɛ˧˩kʰauŋ˧˥tam˧˩）

  - 五岔路乡
    - 勐广村[5]
    - 弄弄村[6]
    - 贡丘

  - 西山乡
    - 二组、板栽[7]

  - 城郊
    - 桦树林
- 梁河县
  - 邦外
- 陇川县
  - 双窝铺
  - 王子树
  - 帕浪弄[8][9]

引欠村（或写作允欠）和勐广村有最多的波拉语使用者。

## 语音
波拉语声母共有28个，数量较少，塞音、塞擦音只有清音，没有浊音，双唇音、舌根音分为颚化和非颚化两类。韵母较多，有单元音、复合元音、辅音尾韵母等。声调有四个，有连续变调和弱化音节。

## 更多
- Hill, Nathan, & Cooper, Douglas. （2020）. A machine readable collection of lexical data on the Burmish languages [Data set]. Zenodo. http://doi.org/10.5281/zenodo.3759030